# AIK足球隊
AIK足球隊（瑞典語：AIK Fotboll），全名為大眾體育會足球隊（Allmänna Idrottsklubben Fotboll），一般稱為AIK蘇納，是一間位於瑞典斯德哥爾摩北部的足球俱乐部，是AIK體育會的一部分。球會現属于瑞典顶级联赛瑞典足球超級聯賽球队。

## 球队历史
AIK體育會在1891年於斯德哥爾摩成立，創辦人是Isidor Behrens。由於位於市郊的主場球場落成啟用，球會於1937年搬遷至。足球部門於1896年成立，並在四年後首次奪得聯賽冠軍。

## 本国赛事成就
- 瑞典冠軍：
  - 冠軍 (12): 1900, 1901, 1911, 1914, 1916, 1923, 1931-32, 1936-37, 1992, 1998, 2009, 2018
- 瑞典足球超級聯賽：
  - 冠軍 (6): 1931–32, 1936–37, 1983, 1998, 2009, 2018
  - 亞軍 (12): 1930–31, 1934–35, 1935–36, 1938–39, 1946–47, 1972, 1974, 1984, 1999, 2006, 2011, 2013
- 瑞典足球冠军联赛（英语：Mästerskapsserien）：
  - 冠軍 (1): 1992
- 瑞典足球超級聯賽 季後賽：
  - 亞軍 (1): 1986
- 瑞典足球系列赛（英语：Svenska Serien）：
  - 亞軍 (5): 1910, 1914–15, 1915–16, 1922–23, 1923–24
- 瑞典國家盃（英语：Svenska Mästerskapet）：
  - 冠軍 (6): 1900, 1901, 1911, 1914, 1916, 1923
  - 亞軍 (2): 1898, 1917
- 瑞典盃：
  - 冠軍 (8): 1949, 1950, 1975–76, 1984–85, 1995–96, 1996–97, 1998–99, 2009
  - 亞軍 (8): 1943, 1947, 1968–69, 1991, 1994–95, 1999–00, 2000–01, 2002

## 欧洲赛事成就
- 欧洲冠军联赛（含冠军杯时代）：
  - 第一轮(1): 1993–94
  - 小组赛(1): 1999–00
  - 资格赛第三轮(1): 2010–11
- 欧罗巴联赛：
  - 小组赛(1): 2012–13

## 外部連結
- AIK Fotboll（页面存档备份，存于） - 官方網站
- Black Army（页面存档备份，存于） - 球迷網站
- Gnagarforum（页面存档备份，存于） - 球迷網站
- Smokinglirarna - 球迷網站
- Sol Invictus（页面存档备份，存于） - 球迷網站
- AIK-Tifo - 支持者網站